# ふれあい通り (福岡市)
ふれあい通り（ふれあいどおり、ローマ字表記: Fureai Dōri）は、福岡県福岡市中央区天神一丁目にある通りの愛称。

## 概要
この通りの名称は認定路線名「福岡市道天神3号線」（片側1車線）の一部区間に付けられた道路愛称であり、同じく同路線の一部区間である因幡町通り（いなばちょうどおり、ローマ字表記: Inabachō Dōri）と北北西で接続している。これらの位置関係は次の図の通りである。
| Map of Fureai Dōri, ふれあい通りの地図 | Rer.: Map of Inabachō Dōri, 参考：因幡町通りの地図 | Rer.: Map of Tenjin 3rd Street, 参考：福岡市道天神3号線の地図 |

名前は通りの東側にある福岡市役所のふれあい広場に由来する。
この広場は博多どんたく、アジアマンス、MUSIC CITY TENJINなどのイベントの際には会場となっている。

## 沿線一覧
- 天神愛眼
- 福岡市役所

## 接続する主な通り
- 福博であい通り
- きらめき通り